# Фратю Попов
Фратю Иванов Попов е български общественик, националреволюционер, учител и съдия.

## Биография
Фратю Попов е роден през 1846 г. в град Сопот. Произхожда от сопотска фамилия, корените на която водят началото си от средата на 18 век. Майка му Аница Иванова Попфратюва (Ана Попова) е укривателка на Апостола на свободата Васил Левски.
Завършва класното училище в Сопот заедно с Никола Иванов (прототипа на Николай Недкович от романа „Под игото„“) и Христо Ковачев (по-късно секретар на Софийския частен революционния комитет).
Работи като учител в Пловдив, а след смъртта на баща си е учител в Сопот (1867). Участва в създаването на Сопотския частен революционен комитет (1869). Вижда се с Васил Левски при пребиваването си в Румъния през 1872 г. Според историка Цочо Цочев, е председател на учредителното събрание на комитета, което става в дома на Тодор Кошников (прототипа д-р Соколов от романа „Под игото“).
Остава в Сопот през Априлското въстание (1876). Посреща казаците на генерал-лейтенант Йосиф Гурко през Руско-турската война (1877 – 1878). След опожаряването на града от турците със семейството си са бежанци в Севлиево (юли 1877).
След освобождението е назначен от Министерство на правосъдието като съдия в Чирпан, а по-късно в Съединение. Завръща се в Сопот (1890). Ангажира се с политическа дейност. Кандидат за депутат от Народна партия. Неколкократно избиран за окръжен съветник в Пловдив.
Прототип е на даскал Фратю от романа „Под игото“ на Иван Вазов.